# Søren Solkær
Søren Solkær (født 3. september 1969) tidligere kendt som Søren Solkær Starbird er en dansk fotograf, der er bedst kendt for sine portrætter af musikere. Han er anerkendt for at være ansvarlig for ikoniske billeder af bl.a. Björk, The White Stripes, Franz Ferdinand, David Lynch, Arctic Monkeys, R.E.M. og U2.